# ハヤー・ビント・アル＝フセイン
ハヤー・ビント・アル＝フセイン（アラビア語: هيا بنت الحسين、1974年5月3日 - ）は、ドバイ首長およびアラブ首長国連邦副首相ムハンマド・ビン・ラーシド・アール・マクトゥームの第二夫人。第3代ヨルダン国王フセイン1世の三女。称号はヨルダン王女。
2019年6月、ハヤーが子どもたちを連れてドバイから逃れ、イギリスで亡命を求めていたと報じられた。

## 略歴

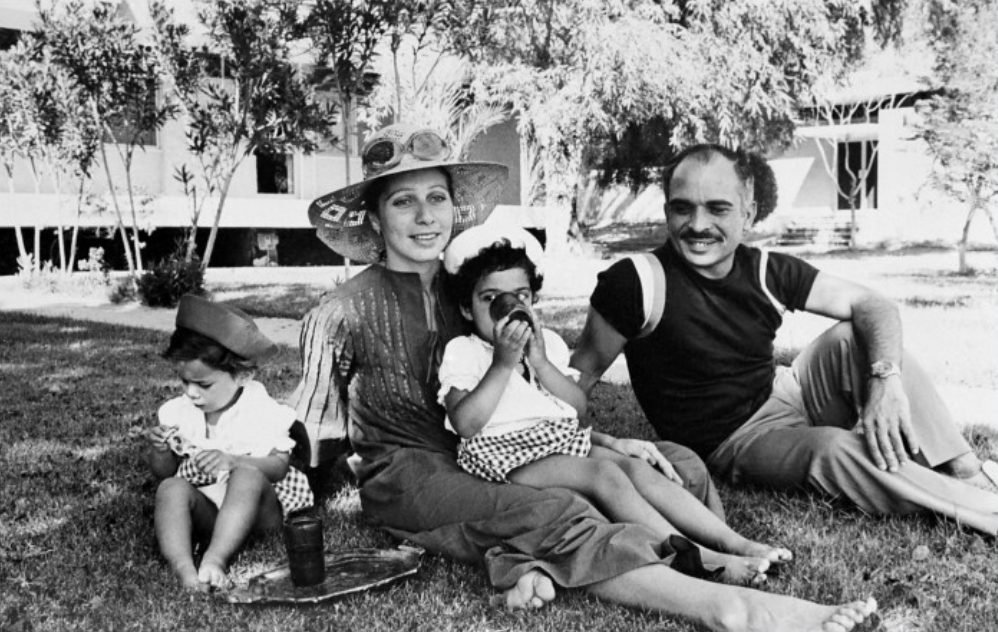
1976年に撮影されたヨルダン国王一家。両親とハヤー、弟のアリ

1974年、フセイン・ビン・タラールと王妃アリヤの間に生まれる。バドミントン・スクール、ブライアンストン・スクールを経て、オックスフォード大学セントヒルダズ・カレッジに学び、哲学・政治経済学士卒業。2004年4月10日にドバイ首長ムハンマド・ビン・ラーシド・アール・マクトゥームと結婚、第二夫人となり、2007年10月10日に長女アル・ジャリーラを出産した。アル・ジャリーラの誕生日はアラブ首長国連邦の祝日となっている。2012年、長男ザーイドを出産。

## 主な活動・業績

### スポーツ分野における活動
特に馬術・競馬といった分野の業績において知られ、2000年のシドニーオリンピックにおいてはヨルダン代表として障害飛越競技に出場、代表選手団の旗手も務めた。ほか数々の馬術競技会に出場しており、2006年からは国際馬術連盟理事長に選任されている。また、国際オリンピック委員会においてアスリート委員も務める。
馬主として競走馬の所有も行っており、2008年6月には所有馬ニューアプローチがイギリスのダービーステークス、同年10月にはレイヴンズパスが北米の最高賞金競走ブリーダーズカップ・クラシックを制覇している。夫ムハンマドは有数の大馬主として知られており、ゴドルフィン、ダーレーグループといった世界各地に拠点を置く大規模な競走馬管理・生産組織を主宰している。2009年にはムハンマドと、第一夫人の子ハムダーン太子と共に、日本中央競馬会において馬主登録を認可された最初の外国人となった。馬主欄では「Ｈ．Ｒ．Ｈ．プリンセス・ハヤ」などと表記されていた。登録服色は「緑、袖黒一本輪」。2019年6月の出走（ウィンターパレス）を最後に所有馬の出走がなく、2024年12月の時点でJRAの馬主登録を抹消されている。

#### 日本における主な所有馬
- サマリーズ（2012年全日本2歳優駿） - 2013年のユニコーンS以降は夫の「Ｈ．Ｈ．シェイク・モハメド」名義に変更されている。

### 平和・人道支援活動
ヨルダンにおいて飢餓撲滅を目的とする最初のNGO・Tikyet Um Aliを設立、またドバイ国内においては平和・人道支援活動を支援するドバイ・インターナショナル・ヒューマニタリアン・シティーの理事長を務める。2005年から2007年にかけてはアラブ人女性初の国連大使として世界食糧計画に携わり、2007年には国連ピース・メッセンジャーにも任命されている。また、コフィー・アナンが代表創立者となったグローバル人道フォーラムの設立メンバーの一名でもあり、他にも様々な平和人道活動支援を行っている。